# Ocyptamus zerene
Ocyptamus zerene är en tvåvingeart som först beskrevs av Hull 1949.  Ocyptamus zerene ingår i släktet Ocyptamus och familjen blomflugor. Inga underarter finns listade i Catalogue of Life.